# Zadra (powieść)
Zadra – powieść fantastyczna polskiego pisarza, Krzysztofa Piskorskiego. Jest pierwszym tomem z cyklu "Świat Etheru". Była nominowana do Nagrody im. Janusza A. Zajdla. Zdobyła także Złote Wyróżnienie Nagrody Literacka im. Jerzego Żuławskiego. Po raz pierwszy została wydana w dwóch tomach na przełomie 2008 i 2009 roku przez Agencja Wydawnicza Runa. W 2018 Wydawnictwo Literackie stworzyło nowe wydanie w jednym tomie, poprawionym przez autora, po tym, jak w 2017 roku jej kontynuacja, Czterdzieści i cztery zdobyła  Nagrodę im. Janusza A. Zajdla.

## Odbiór powieści
Recenzja nowego wydania pojawiła się w Nowej Fantastyce w kwietniu 2018 roku. Aleksandra Radziejewska oceniła, że powieść jest przyzwoitą rozrywkową fantastyką, zawierającą liczne smaczki historyczne. Książka jest nazywana kamieniem węgielnym polskiego steampunku, choć tak naprawdę jej akcja dzieje się w świecie, w którym do rozwoju technologii przyczyniła się energia próżni, czyli moc eteru, a nie para.

## Powstanie
Zadra jest pierwszą powieścią autora utrzymaną w nurcie steampunku. Przed przystąpieniem do pracy autor nie miał szczególnie dużej wiedzy na temat tego gatunku. Znał „Maszynę różnicową” Williama Gibsona oraz ogólną definicję. Sam steampunk nie był jednak kluczowym pomysłem Piskorskiego. Przede wszystkim chciał on w twórczy sposób przekształcić istniejącą już historię. Początkowo autor wymyślił koncepcję na świat przedstawiony, planując napisanie przynajmniej kilku opowiadań i jednej powieści, których akcja będzie się w nim rozgrywać. Pierwsze próby przelania pomysłu na papier pojawiły się w jego opowiadaniach "Księga smoków", z której nie był do końca zadowolony, oraz "Złamanych", którzy ukazali się w "Księdze strachu". Głównego bohatera drugiego opowiadania autor uczynił też jedną z postaci w książce, wykorzystując w tekście wątek ze swojego wcześniejszego dzieła.
Autor uważa, że fundamentem do powstania książki były powieści z okresu wojen napoleońskich, które sam uwielbia czytać. Za ziarno uważa system bitewny z gry Flintloque. Jej korzeniami jest fascynacja steampunkiem i chęć stworzenia hołdu dla takich pisarzy jak Alexander Dumas, sir Walter Scott, czy Henryk Sienkiewicz.

## Fabuła
W roku 1819 w Europie rozwinęła się umiejętność wykorzystywania energii próżni. Napoleon Bonaparte doprowadził swoje Cesarstwo na szczyt. Francuski naukowiec, Maurice Dalmont, wpada na trop niezwykłego odkrycia związanego z mocą eteru. Jednocześnie Stanisław, narzeczony jego siostry, wyrusza do innego wymiaru, w którym ma walczyć o niepodległość swojego kraju – Polski. Natalie, jego ukochana, jest zrozpaczona i przerażona tym faktem, dlatego jej brat wysyła ją na wieś. Dziewczyna robi jednak wszystko, aby wrócić do Paryża.